# Notolychnus valdiviae
El pez linterna de Valdivia (Notolychnus valdiviae), es una especie de pez marino, la única del género Notolychnus, de la familia de los mictófidos o peces linterna. Su nombre científico procede del griego: noton (espalda) y lychnos (antorcha), por la posición de sus órganos luminiscentes.

## Morfología
Su longitud máxima descrita es de 6'3 cm. No tienen espinas, ni en la aleta dorsal ni en la anal. Son luminiscentes, con hileras de fotóforos a lo largo de su cuerpo; los machos tienen ojos mucho más grandes y una glándula supracaudal más larga que los de las hembras.

## Distribución y hábitat
Es un pez marino bati-pelágico de aguas profundas, oceanódromo, que habita en un rango de profundidad entre 25 y 700 metros, Se distribuyen de forma amplia por todos los océanos del planeta, tanto en aguas tropicales, subtropicales o templadas, abundando entre los 56° de latitud norte y los 40° de latitud sur y en todas las longitudes.

## Biología
Desciende a la zona entre 100 y 700 metros durante el día y asciende entre 25 y 350 m durante la noche, estratificándose por tamaños solo durante el día. Se alimentan de copépodos, ostrácodos y eufausiáceos.
Son ovíparos, siendo tanto los huevos como las larvas plantonicas.
En México su principal depredador es Astronesthes similus.